# Мітчелл Фейгенбаум
Мітчелл Фейгенбаум (19 грудня 1944 , Філадельфія, Пенсільванія  — 30 червня 2019 , Нью-Йорк, Нью-Йорк ) — американський фахівець в галузі фізико-математичних наук. Один з піонерів теорії хаосу. Досліджував явище турбулентності. Відкрив в 1976 шлях до хаосу через каскад подвоєння періоду. Відкрив універсальну постійну, названу його ім'ям.

## Біографія
Фейгенбаум народився в Нью-Йорку в родині гебрейських емігрантів з Польщі та України. Навчався у середній школі Семюела Дж. Тильдена, в Брукліні, Нью-Йорку та в міському коледжі Нью-Йорка. В 1964 році поступив до аспірантури в Массачусетському технологічному інституті (MIT), в 1970 році він отримав ступінь доктора філософії за роботу в галузі фізики елементарних частинок.

## Нагороди та визнання
- 1982:Премія Ернеста Орландо Лоуренса
- 1984:Стипендія Мак-Артура[10].
- 1986:Премія Вольфа
- 1987:Премія Диксона[en]
- 1987:член Американської академії мистецтв і наук
- 1988:член Американського фізичного товариства
- 1988:член Національної академії наук США
- 2008:Премія Денні Гайнеман в галузі математичної фізики
- 2017:Thomson Reuters Citation Laureates

## Доробок
- Quantitative Universality for a class of nonlinear transformations, Journal of Statistical Physics, Band 19, 1978, S. 25–52
- The universal metric properties of nonlinear transformations, Journal of Statistical Physics, Band 21, 1979, S. 669–706
- Universal behavior in nonlinear systems, Los Alamos Science, Band 1, 1980, S. 4–27 (Nachdruck in H. Bai-Lin, Chaos, Band 1, World Scientific 1984)
- The transition to aperiodic behavior in turbulent systems, Comm. Math. Phys., Band 77, 1980, S. 65–86
- Presentation functions, fixed points and a theory of scaling function dynamics, Journal of Statistical Physics, Band 52, 1988, S. 527–568
- mit Leo Kadanoff, Scott Shenker: Quasiperiodicity in dissipative systems: a renormalization group analysis, Physica D, Band 5, 1982, S. 370–386